# Комітет Верховної Ради України з питань податкової та митної політики
Комітет Верховної Ради України з питань фінансів, банківської діяльності, податкової та митної політики — колишній профільний комітет Верховної Ради України.
Створений 4 грудня 2007 р..

## Сфери відання
Комітет здійснює законопроєктну роботу, готує, попередньо розглядає питання, віднесені до повноважень Верховної Ради України, та виконує контрольні функції у таких сферах відання:
- система оподаткування, загальнодержавні податки і збори (обов'язкові платежі), місцеві податки та збори, інші доходи бюджетів неподаткового характеру, а також страхові нарахування на фонд оплати праці;
- організація та діяльність податкових органів, податкової міліції;
- податкові пільги;
- податковий борг та/або податкові зобов'язання;
- митна справа та митні тарифи;
- діяльність митних органів;
- законодавче регулювання ринку спирту, алкоголю і тютюну;
- оподаткування та діяльність державних лотерей і грального бізнесу.

## Структура комітету
В рамках комітету працюють підкомітети з питань:
- грошово-кредитної політики, валютного регулювання та взаємодії з Національним банком України
- банків та банківської діяльності
- державного внутрішнього і зовнішнього боргу та законодавчого забезпечення регулювання державних лотерей
- цінних паперів та фондового ринку
- контролю та законодавчого забезпечення регулювання ринків фінансових послуг
- фінансового моніторингу
- небанківських фінансових інститутів
- акцизного податку, законодавчого регулювання ринку спирту, алкоголю і тютюну
- діяльності податкових органів
- митної справи та митних тарифів, діяльності митних органів[2].

## Склад VII скликання[3]
Керівництво:
- Хомутиннік Віталій Юрійович — Голова Комітету
- Продан Оксана Петрівна — Перший заступник голови Комітету
- Гордієнко Сергій Володимирович — Перший заступник голови Комітету
- Єремеєв Ігор Миронович — Заступник голови Комітету
- Сергієнко Леонід Григорович — Заступник голови Комітету
- Тимошенко Віктор Анатолійович — Заступник голови Комітету
- Сенченко Андрій Віленович — Заступник голови Комітету
- Кривецький Ігор Ігорович — Секретар Комітету
- Святаш Дмитро Володимирович — Голова підкомітету з питань удосконалення Податкового кодексу України, загального податкового адміністрування, податкового боргу
- Вознюк Юрій Володимирович — Голова підкомітету з питань оподаткування доходів юридичних осіб, уніфікації податкового і бухгалтерського обліку
- Долженков Олександр Валерійович — Голова підкомітету з питань податку на прибуток підприємств
- Терьохін Сергій Анатолійович — Голова підкомітету з питань оподаткування непрямими податками (крім акцизного податку)
- Циркін Ігор Маркович — Голова підкомітету з питань акцизного податку, спеціальних податкових режимів, в тому числі пов'язаних з режимами інвестиційної діяльності, законодавчого регулювання ринку спирту, алкоголю і тютюну
- Табалов Андрій Олександрович — Голова підкомітету з питань місцевих податків і зборів
- Ващук Катерина Тимофіївна — Голова підкомітету з питань оподаткування в системі агропромислового комплексу
- Грушевський Віталій Анатолійович — Голова підкомітету з питань законодавчого забезпечення діяльності податкових органів
- Бурбак Максим Юрійович — Голова підкомітету з питань стратегії розвитку митної політики, вільної торгівлі та економічної інтеграції
- Ванзуряк Роман Степанович — Голова підкомітету з питань удосконалення Митного кодексу України, уніфікації норм митного законодавства України із законодавством ЄС
- Ничипоренко Валентин Миколайович — Голова підкомітету з питань митної справи, контролю за діяльністю митних органів
- Герега Олександр Володимирович — Голова підкомітету з питань митних тарифів, нетарифного регулювання зовнішньої торгівлі, включаючи питання антидемпінгових розслідувань
- Васадзе Таріел Шакрович — Голова підкомітету з питань законодавчого забезпечення діяльності митних органів
- Блавацький Михайло Васильович — Голова підкомітету з питань удосконалення податкового законодавства та контролю за діяльністю податкових органів

Члени:
- Клюєв Сергій Петрович
- Наконечний Володимир Леонтієвич
- Петьовка Василь Васильович
- Рибаков Ігор Олександрович[4].

## Склад VIII скликання[5]
Керівництво:
- голова Комітету — Южаніна Ніна Петрівна
- перший заступник голови Комітету — Журжій Андрій Валерійович
- заступник голови Комітету — Вознюк Юрій Володимирович
- заступник голови Комітету — Фролов Микола Олександрович
- секретар Комітету — Кришин Олег Юрійович

Члени:
- Антонищак Андрій Федорович
- Бабій Юрій Юрійович
- Балога Павло Іванович
- Герега Олександр Володимирович
- Головко Михайло Йосифович
- Горват Роберт Іванович
- Гудзенко Віталій Іванович
- Долженков Олександр Валерійович
- Євлахов Анатолій Сергійович
- Заставний Роман Йосипович
- Іщенко Валерій Олександрович
- Кірш Олександр Вікторович
- Кісельов Андрій Миколайович
- Кобцев Михайло Валентинович
- Козак Тарас Романович
- Курячий Максим Павлович
- Лаврик Микола Іванович
- Ляшко Олег Валерійович
- Мураєв Євгеній Володимирович
- Насіров Роман Михайлович
- Ничипоренко Валентин Миколайович
- Острікова Тетяна Георгіївна
- Порошенко Олексій Петрович
- Продан Оксана Петрівна
- Развадовський Віктор Йосипович
- Святаш Дмитро Володимирович
- Сидорчук Вадим Васильович
- Сторожук Дмитро Анатолійович
- Хомутиннік Віталій Юрійович
- Юрик Тарас Зіновійович[6].